# Brézins
Brézins és un municipi francès situat al departament de la Isèra i a la regió d'Alvèrnia-Roine-Alps. L'any 2007 tenia 1.567 habitants.

## Demografia

### Població
El 2007 la població de fet de Brézins era de 1.567 persones. Hi havia 567 famílies de les quals 106 eren unipersonals (21 homes vivint sols i 85 dones vivint soles), 158 parelles sense fills, 243 parelles amb fills i 60 famílies monoparentals amb fills.
La població ha evolucionat segons el següent gràfic:
Habitants censats

### Habitatges
El 2007 hi havia 634 habitatges, 570 eren l'habitatge principal de la família, 38 eren segones residències i 26 estaven desocupats. 575 eren cases i 55 eren apartaments. Dels 570 habitatges principals, 436 estaven ocupats pels seus propietaris, 118 estaven llogats i ocupats pels llogaters i 16 estaven cedits a títol gratuït; 3 tenien una cambra, 9 en tenien dues, 42 en tenien tres, 146 en tenien quatre i 371 en tenien cinc o més. 472 habitatges disposaven pel capbaix d'una plaça de pàrquing. A 215 habitatges hi havia un automòbil i a 317 n'hi havia dos o més.

### Piràmide de població
La piràmide de població per edats i sexe el 2009 era:
| Homes | Edats   | Dones |
| ----- | ------- | ----- |
| 0     | 95 o +  | 0     |
| 0     | 90 a 94 | 8     |
| 0     | 85 a 89 | 0     |
| 0     | 80 a 84 | 16    |
| 28    | 75 a 79 | 12    |
| 20    | 70 a 74 | 32    |
| 24    | 65 a 69 | 32    |
| 20    | 60 a 64 | 32    |
| 40    | 55 a 59 | 20    |
| 40    | 50 a 54 | 32    |
| 36    | 45 a 49 | 44    |
| 68    | 40 a 44 | 52    |
| 76    | 35 a 39 | 56    |
| 44    | 30 a 34 | 44    |
| 28    | 25 a 29 | 48    |
| 28    | 20 a 24 | 16    |
| 52    | 15 a 19 | 76    |
| 56    | 10 a 14 | 64    |
| 36    | 5 a 9   | 52    |
| 88    | 0 a 4   | 36    |

## Economia
El 2007 la població en edat de treballar era de 1.000 persones, 751 eren actives i 249 eren inactives. De les 751 persones actives 696 estaven ocupades (394 homes i 302 dones) i 54 estaven aturades (21 homes i 33 dones). De les 249 persones inactives 63 estaven jubilades, 84 estaven estudiant i 102 estaven classificades com a «altres inactius».

### Ingressos
El 2009 a Brézins hi havia 624 unitats fiscals que integraven 1.750,5 persones, la mediana anual d'ingressos fiscals per persona era de 17.388 €.

### Activitats econòmiques
Dels 48 establiments que hi havia el 2007, 1 era d'una empresa alimentària, 1 d'una empresa de fabricació de material elèctric, 1 d'una empresa de fabricació d'altres productes industrials, 14 d'empreses de construcció, 13 d'empreses de comerç i reparació d'automòbils, 3 d'empreses de transport, 3 d'empreses d'hostatgeria i restauració, 1 d'una empresa d'informació i comunicació, 1 d'una empresa immobiliària, 3 d'empreses de serveis, 3 d'entitats de l'administració pública i 4 d'empreses classificades com a «altres activitats de serveis».
Dels 17 establiments de servei als particulars que hi havia el 2009, 1 era una oficina de correu, 1 funerària, 1 taller de reparació d'automòbils i de material agrícola, 2 paletes, 5 guixaires pintors, 3 fusteries, 1 electricista, 2 perruqueries i 1 tintoreria.
Dels 4 establiments comercials que hi havia el 2009, 2 eren grans superfícies de material de bricolatge, 1 una fleca i 1 una carnisseria.
L'any 2000 a Brézins hi havia 26 explotacions agrícoles que ocupaven un total de 1.080 hectàrees.

## Equipaments sanitaris i escolars
El 2009 hi havia 1 escola maternal i 1 escola elemental.

## Poblacions més properes
El següent diagrama mostra les poblacions més properes.